# Broń samopowtarzalna

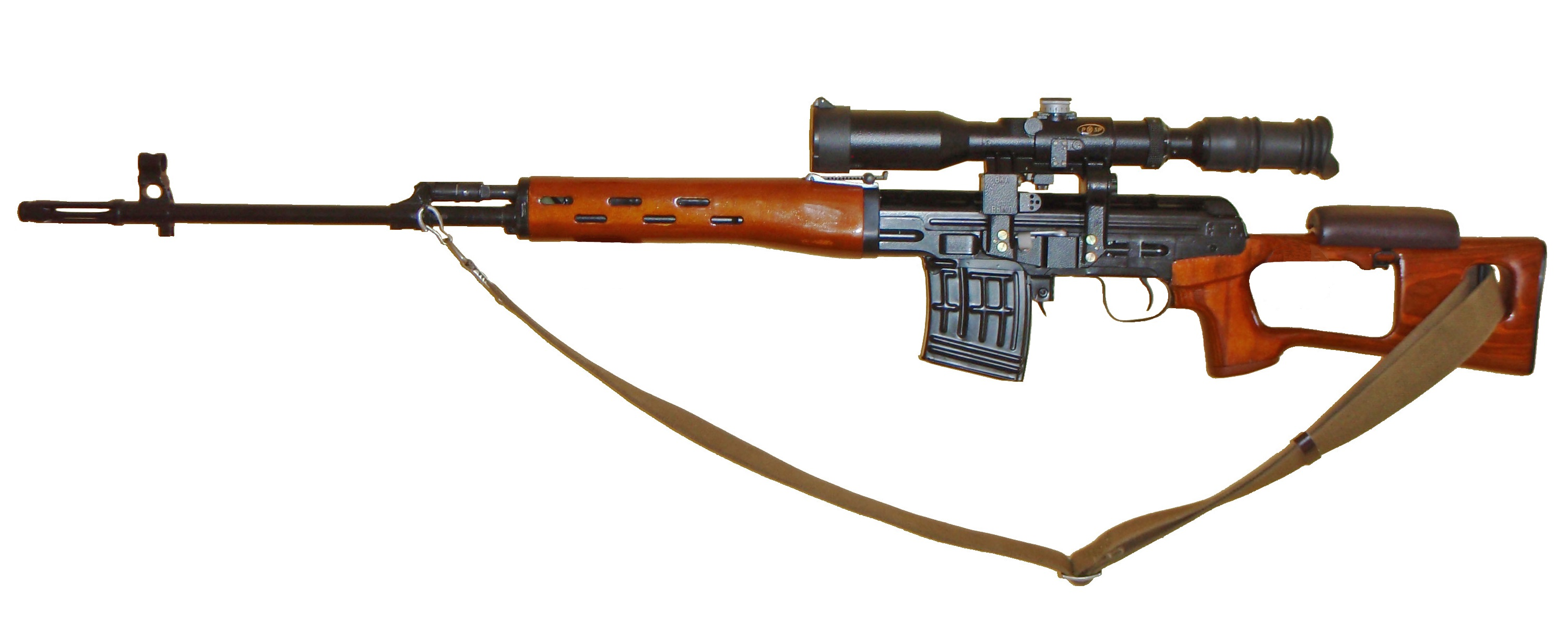
Samopowtarzalny karabin wyborowy Dragunow SWD

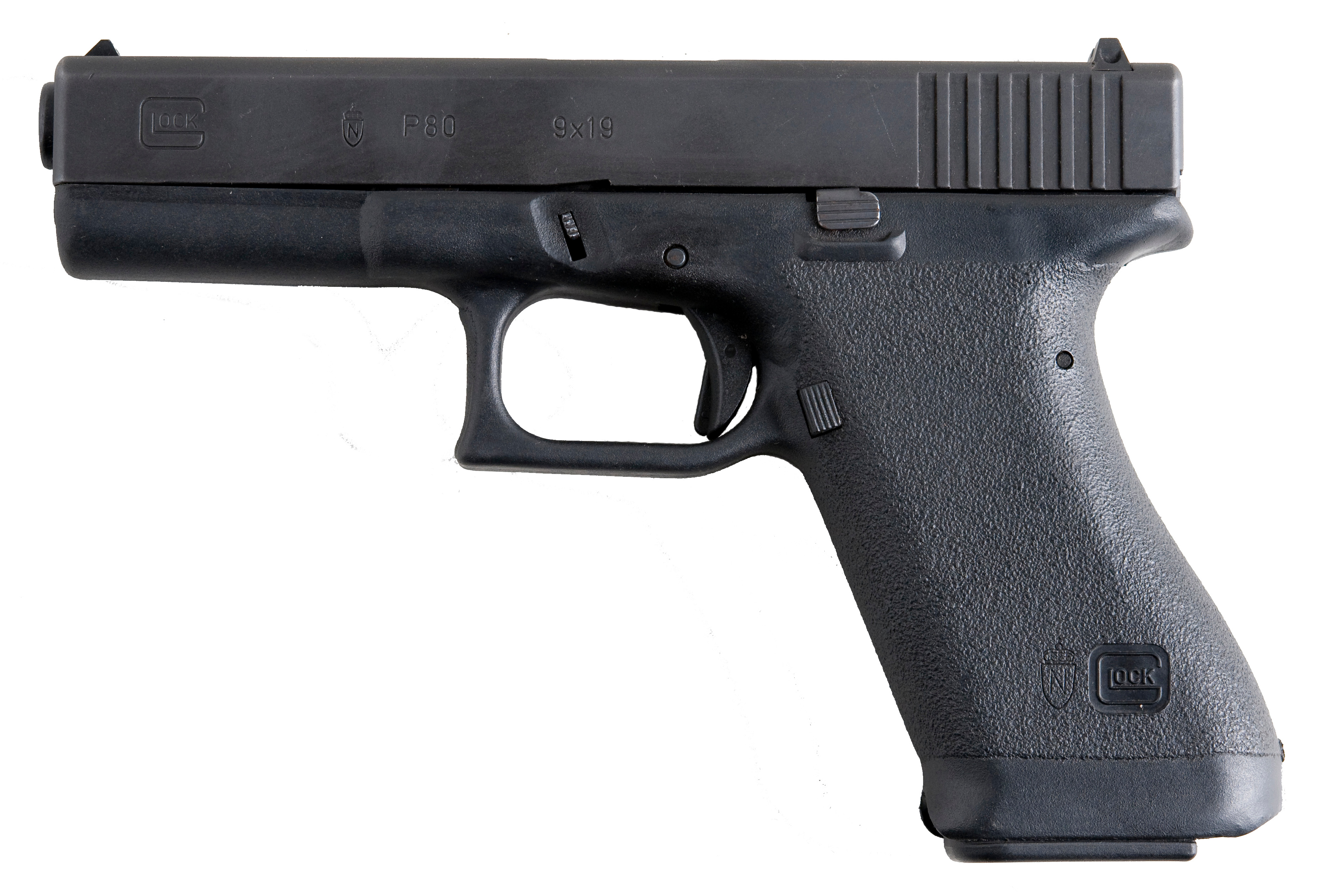
Samopowtarzalny pistolet Glock 17

Broń samopowtarzalna – broń automatyczna niewymagająca ręcznego przeładowania po każdym strzale. Przeładowanie następuje automatycznie aż do czasu opróżnienia magazynka. Może strzelać wyłącznie ogniem pojedynczym. Do wyłączania po każdym strzale mechanizmu spustowego służy przerywacz. Aby oddać kolejny strzał, należy zwolnić i ponownie nacisnąć spust. Do broni samopowtarzalnej zalicza się większość pistoletów, a także niektóre strzelby, karabinki oraz karabiny (szczególnie wyborowe).